# Hemirhagerrhis hildebrandtii
Hemirhagerrhis hildebrandtii — вид змій родини піщаних змій (Psammophiidae). Мешкає в Східній Африці. Вид названий на честь німецького ботаніка Йоганна Марії Гільдебрандта.

## Поширення і екологія
Hemirhagerrhis hildebrandtii мешкають в Ефіопії, Сомалі, Кенії, Танзанії і Південному Судану. Вони живуть у напівпустелях, сухих і вологих саванах та в прибережних заростях, в Ефіопії на висоті до 1600 м над рівнем моря. Ведуть напівдеревний спосіб життя. Живляться геконами та їхніми яйцями. Ведуть денний спосіб життя. Відкладають яйця, у кладці 2—8 яєць.